# Naegleria fowleri
Naegleria fowleri (ook bekend als "hersenetende amoebe") is een vrijlevende amoebe die vooral gevonden wordt in warme zoetwatermeren en warme rivieren. De amoebe wordt ook gevonden in bezinksel in de nabijheid van plaatsen waar industrie warm water loost en in niet of slecht gechloreerde zwembaden, waardoor meningitis kan worden opgelopen.  
Naegleria fowleri is een amoebe die door de neus geïnhaleerd kan worden. Als een mens water in zijn neus krijgt, kan de amoebe het zenuwstelsel binnendringen, en vervolgens naar de hersenen verspreiden. Het duurt 1-9 dagen totdat symptomen verschijnen, in ca. 95% van de gevallen overlijdt het slachtoffer binnen twee weken.